# Estación Central de Santiago
La Estación Central de Santiago (originalmente Estación Central de los Ferrocarriles, denominada oficialmente Estación Alameda hasta mayo de 2021) es el principal terminal ferroviario de Chile ubicada en la comuna de Estación Central de Santiago de Chile, cabecera de la Red Sur de la Empresa de los Ferrocarriles del Estado (EFE). Inaugurada en 1857, la estación ha tenido tres diferentes edificios; su estructura actual fue originalmente construida por la firma francesa Schneider-Creusot. El edificio se ubica en la comuna homónima, al sur de la avenida Libertador Bernardo O'Higgins, entre avenida Exposición por el oriente y calle San Francisco de Borja por el poniente.
Por décadas fue la gran puerta de entrada a la capital desde el sur del país. La estación fue declarada Monumento nacional mediante el decreto supremo 614 del 29 de junio de 1983, en la categoría de Monumento Histórico.
Desde esta terminal partían los servicios de largo recorrido hacia el sur del país y el tren de cercanías Metrotren. Además, funciona como estación de intercambio modal con el Metro de Santiago, a través de la estación homónima, y con buses interurbanos desde el aledaño Terminal de buses San Borja. En el mismo recinto, se ubica el centro comercial Arauco Estación, que cuenta con un centenar de tiendas, patio de comidas, una multisala de cine y una sala cultural subterránea.
Desde 2017, pasa a ser la estación terminal de los servicios de trenes suburbanos Tren Nos-Estación Central y Tren Rancagua-Estación Central junto con el servicio Terrasur con destino a Chillán siendo completamente remodelados los andenes de los servicios anteriormente conocidos como Metrotren.

## Historia

### Primera estación

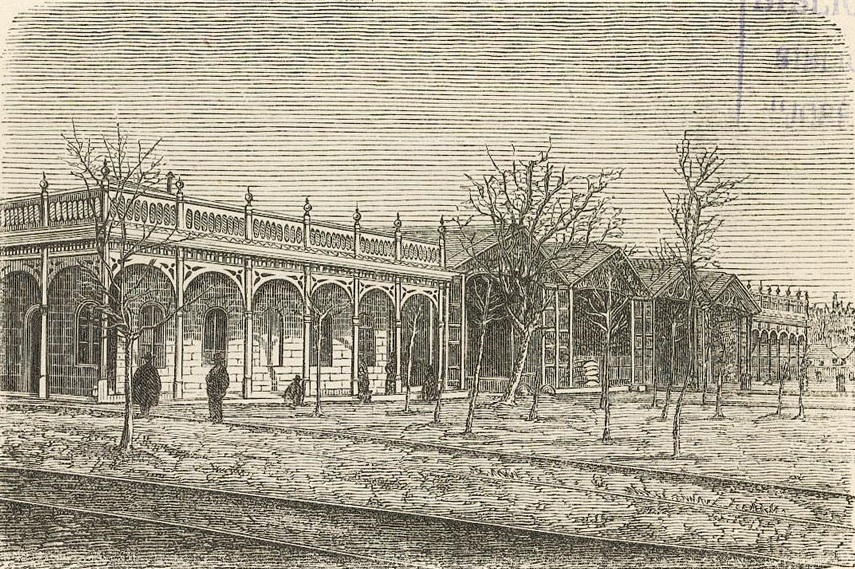
Primera estación: vista exterior (1872).

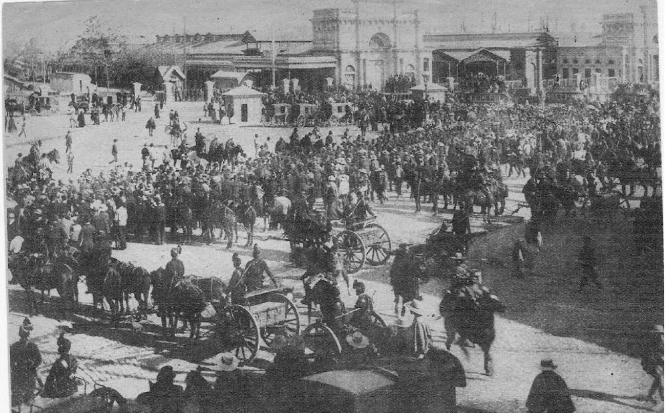
Regimiento n.º 1 de artillería movilizándose hacia el norte del país durante la Guerra del Pacífico en 1879.

Con capitales aprobados en 1855 para la construcción de la vía férrea que conectaría Santiago con Curicó más la acumulación primitiva de capitales, el 31 de marzo de 1856 fue constituida oficialmente la Sociedad del Ferrocarril del Sur. En enero de 1856 se inauguraron las obras de construcción de la vía y de la estación, de norte a sur, bajo las direcciones del ingeniero Emilio Chevalier.
En 1857 se encontraba en marcha la construcción de la primera estación, y el 14 de septiembre del mismo año se realiza la primera circulación de un tren por las vías, como prueba de ruta y al día siguiente el presidente Manuel Montt inaugura el tramo entre Santiago y la estación San Bernardo en la comuna homónima. El 10 de junio de 1858 partió desde el costado oriente de la estación el primer tranvía de tracción animal de Santiago: el «ramal de la Cañada» instalado por el Ferrocarril del Sur para trasladar pasajeros entre la estación y el sector de la antigua iglesia de San Diego. A inicios de 1859 ya se habían instalado los techos de fierro de la estación y estaban listas las oficinas construidas en albañilería.
La primera estación contaba con tres grandes estructuras: una nave central que albergaba cuatro líneas que llegaban desde el sur, mientras que solo una salía hacia el norte. Además, la estación poseía otros dos edificios en los costados que funcionaban como oficinas administrativas, un volumen de oficinas porticado, situado al oriente, y dos galpones que resguardaban los andenes. Años después, se agregan dos galpones más a un costado de los primeros, de similar diseño, para dar cabida al Ferrocarril a Valparaíso.
Esta estación fue cabecera para los proyectos ferroviarios de la época, como el Ferrocarril de Valparaíso a Santiago (construido entre 1853 a 1863) y el ferrocarril de Santiago hacia la estación de San Fernando (iniciado en 1856 y terminado en 1863, el cual posteriormente se siguió extendiendo hacia el sur, y finalmente terminó siendo el Longitudinal Sur).

### Segunda estación

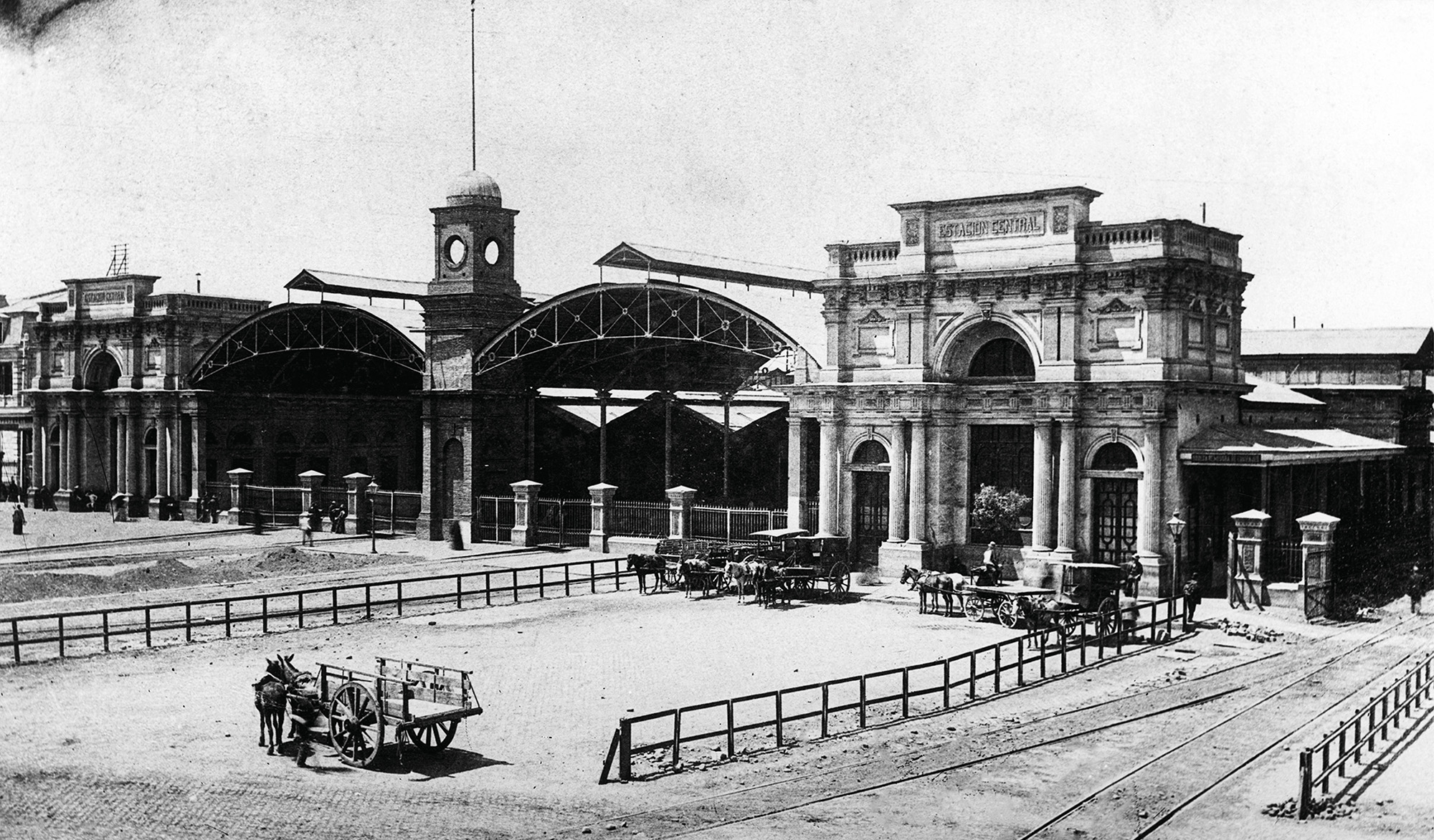
Estación Central luego de la ampliación de 1885.

Ya en 1884, la infraestructura no estaba a la altura de los avances y el desarrollo logrados; así, Eulogio Altamirano, primer director de la Empresa de los Ferrocarriles del Estado (EFE), presenta un proyecto de ampliación. Durante 1885, los antiguos galpones se reemplazan por dos hangares de acero unidos entre sí por una torre, y enmarcados por dos edificios de oficinas idénticos, de estilo neoclásico, uno de los cuales (el del lado oriente) se anteponía a la primera estación, escondiéndola. Esta transformación fue influida por el entonces senador por Santiago y Coquimbo, Benjamín Vicuña Mackenna.
El ferrocarril de Circunvalación, que unió a la estación Mapocho y la estación Yungay por el norte con la Estación Central y que se extendía, rodeando Santiago, hasta la estación Providencia, fue construido a partir de 1897, sobre el aquel entonces ramal Alameda-San Diego. Sus operaciones terminaron entre la década de 1970-1980.

### Actual estación

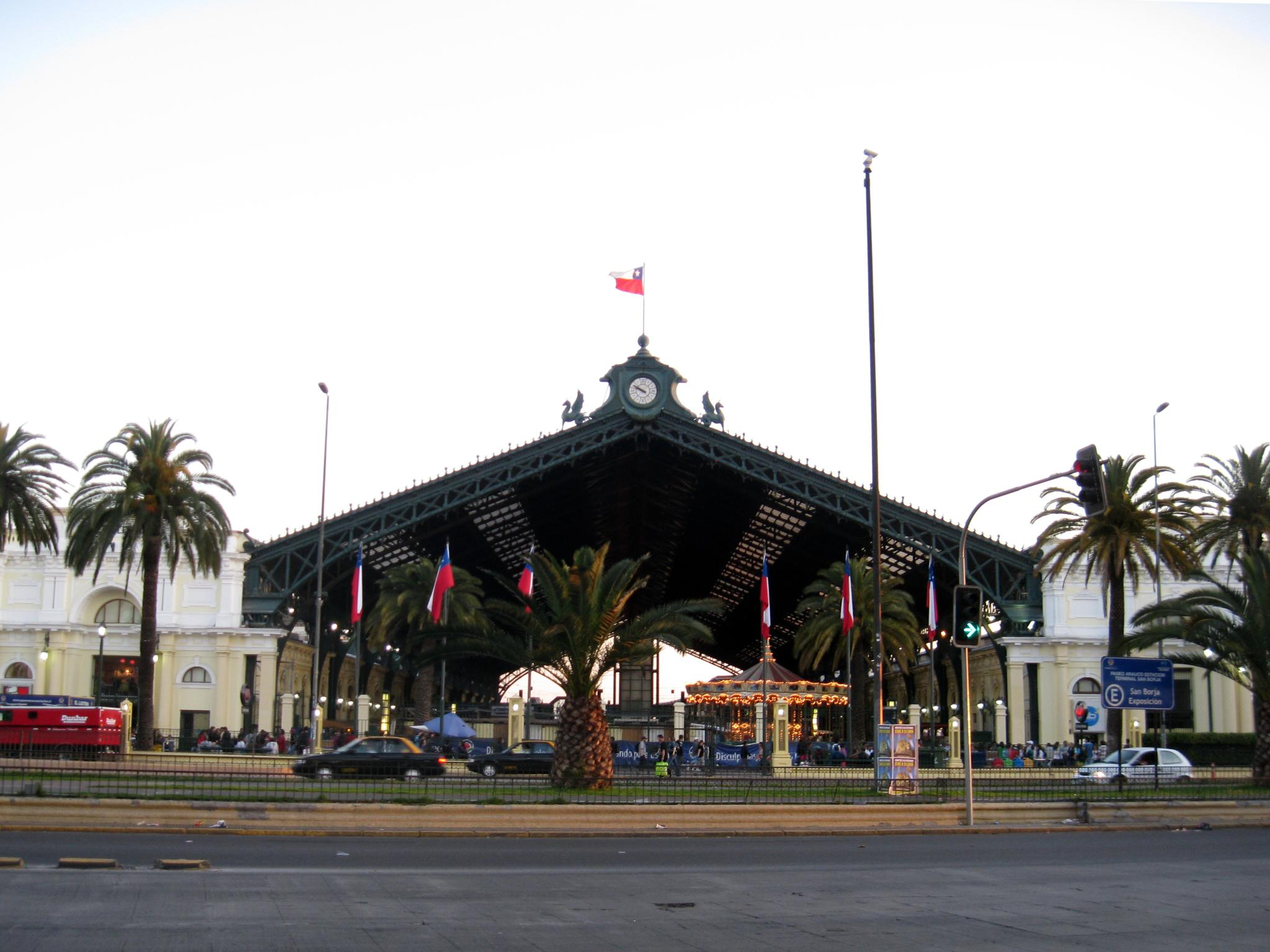
Vista del frontis de la Estación Central en 2010.

Hacia 1897, siendo Ramón García Rodríguez el director general de la Empresa de los Ferrocarriles del Estado, se demuele la primera estación para ampliar los edificios de oficinas de 1885, generando largos pabellones unitarios. Además, los dos hangares son reemplazados por una sola gran estructura de acero, diseñados y construidos en la ciudad de Chalon-sur-Saône por la compañía francesa Schneider-Creusot de Le Creusot, siendo embarcados a Chile en 1897 y consistentes en 990 toneladas de vigas de acero, las cuales fueron ensambladas bajo la supervisión de Carlos Camus, representante de Schneider. La nueva estación fue inaugurada en 1900. Frente a esta se inaugura en 1903 la plaza Argentina.
Parte de la estación y la línea fue incendiada y destruida en 1905, con el motivo de impedir la vuelta de tropas a Santiago por obreros anarquistas, durante la huelga de la carne.
Desde el año 1900 se venían proyectando planes para eliminar las tres líneas de ferrocarriles que se originaban desde la estación con dirección hacia el norte, por avenida Matucana, debido al aumento de tráfico humano, vehicular y de tranvías, lo que llevó en 1935 al trazado oficial de construcciones y el levantamiento de vías. El 4 de junio de 1923 se autoriza la construcción de un edificio para el Laboratorio de Pruebas del Departamento de Materiales en la estación.
En 1936 se había iniciado la construcción del túnel Matucana, obras que terminaron en 1944. Ya para entonces, la única vía de conexión entre la red norte y sur del país era a través de ese túnel. Durante la década de 1930 existió un desvío hacia la actual exfábrica Besa. El 2 de enero de 1954 la estación sufrió un incendio en el extremo sur del ala oeste, que en aquel entonces eran ocupados por oficinas y bodegas de los coches comedores, dependientes de la Organización Nacional Hotelera.

#### Proyectos de modernización

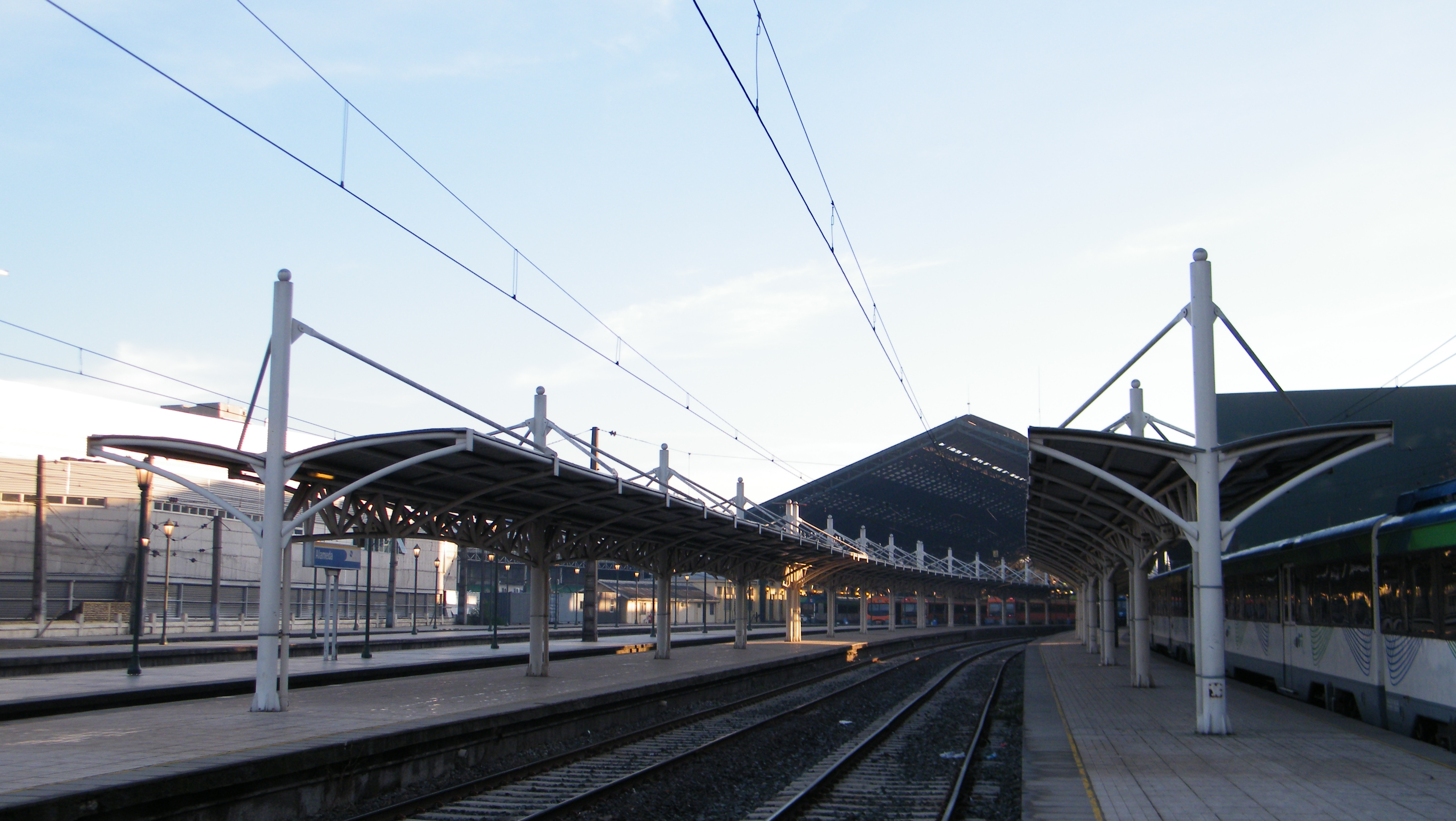
Andenes de la estación en 2012.

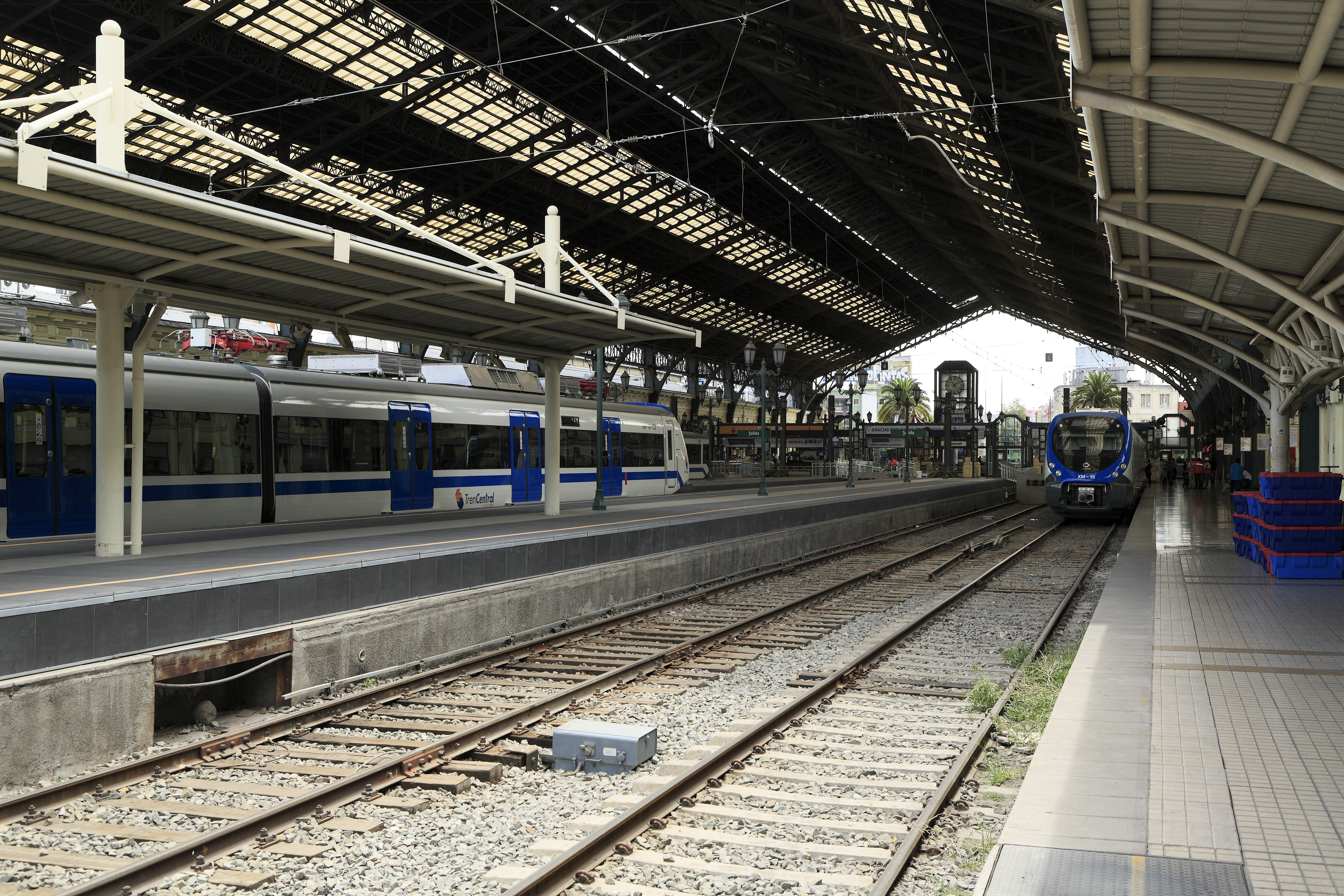
Andenes de la estación en 2017.

En 1996 fue presentado por el Ministerio de Vivienda y Urbanismo el proyecto denominado «Operación Estación Central», desarrollado por el arquitecto Fernando Montes y que buscaba reconvertir los terrenos de la terminal ferroviaria y optimizar la intermodalidad de transportes en el sector. Dentro de los proyectos planificados se encontraba construir un terminal de buses en el subsuelo de la Estación Central junto a una estación subterránea de trenes suburbanos, dejando el nivel en superficie para la instalación de un «Centro Gastronómico Nacional», y habilitando edificios residenciales junto a un parque urbano en el antiguo patio de maniobras; por otra parte, se planificaba retraer las vías férreas de los servicios de larga distancia hasta la avenida Blanco Encalada, generando una nueva terminal ferroviaria en dicho sector y habilitando espacios industriales en los costados de las calles Exposición y San Borja. La estación de trenes de larga distancia estaría conectada con la estación de trenes suburbanos y el terminal de buses en la Alameda mediante un sistema de transporte hectométrico. El proyecto finalmente no fue llevado a cabo.
Debido al proceso de modernización emprendido por EFE, y enmarcado en el Plan Trienal 2003-2005, se ejecuta una remodelación de menor envergadura que las anteriores, que en lo medular consistió en retraer las vías 50 metros, dejando un área libre tras las rejas del frontis donde se ubican el acceso al Metro, boleterías y escaños. Los trabajos se iniciaron el 6 de junio de 2003, y finalizaron el 28 de enero de 2004, con una inversión de US$3,1 millones de la época.
A partir de 2017, en el marco de la entrada en operación de los servicios de pasajeros hacia Nos y Rancagua esta estación pasa a tomar nuevamente protagonismo en la red ferroviaria del país. Específicamente se convierte en la terminal de los servicios Tren Nos-Estación Central y Tren Rancagua-Estación Central. No obstante alberga también al servicio Terrasur con destino a Chillán y ocasionalmente a Temuco, contando además el servicio turístico Tren del Recuerdo con destinos al sur y litoral del país, previa confirmación del servicio.
El 24 de mayo de 2021, en el marco del proceso de cambio de imagen corporativa de EFE y la reunificación de su marca, la estación adquirió oficialmente el nombre de «Estación Central», abandonando la denominación de «Alameda».
|                                                       |
| Detalle del reloj en la cúpula de la estructura, 2012 |

|                               |
| Andenes de la estación, 2012. |

|                                                    |
| Pictograma que identificaba a la estación en 2001. |

### Futuro

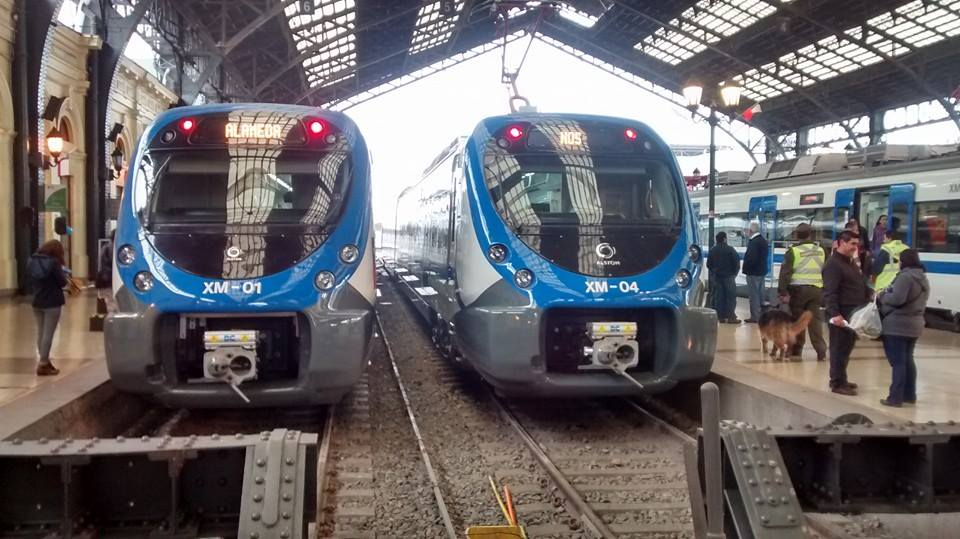
Automotores serie X'Trapolis Modular que cubren el servicio Tren Nos-Estación Central.

El 11 de noviembre de 2021 EFE ingresó una adenda al proyecto del Tren Melipilla-Estación Central, en el cual el tramo para pasajeros entre Estación Central 2 y Estación Central de Santiago será tunelado, con una extensión aproximada de 3,2 km de longitud. El proyecto «Soterramiento Tramo Alameda-Estación Central 2» describe la construcción de andenes —subterráneos— que se hallarían al oeste de la estación, y se planea que el túnel posea una continuación hacia el norte, en paralelo al ya existente túnel Matucana, conectando con la Estación Quinta Normal; este proyecto tiene un costo de 250 millones de dólares y evitaría la disrupción territorial en la comuna. Se estimó que el proceso de construcción debería durar 2 años.
Estos andenes subterráneos —con una profundidad máxima de 35 m— están diseñados para entregar un flujo de pasajeros del tren Alameda Melipilla con otros servicios de psajeros del Gran Santiago. Se ha diseñado que el nivel de superficie cuente con un nuevo acceso desde la Calle Exposición. Habrá un segundo acceso de pago que da hacia los andenes superficiales. Debajo, se encuentra la mesanina, un nivel intermedio que separa las zonas pagas y no pagas, y que conecta con áreas operativas mediante un núcleo vertical de escaleras y piques.
Los dos andenes —de 160 m de extensión— están conectados al túnel ferroviario; esta infraestructura incluye galerías principales y secundarias, que facilitan el tránsito peatonal dentro de la estación y mejoran la conectividad entre áreas clave, como la mesanina y los piques de construcción.
Durante 2021, el presidente de EFE, Pedro Pablo Errázuriz, señaló que la intención de conectar en una estación al tren Melipilla-Estación Central con el tren Santiago-Batuco es poder entregar más alternativas de transbordo entre estos servicios con las líneas 1, 3, 5, 6 y 7 del Metro de Santiago.
En enero de 2023, el Servicio de Evaluación Ambiental calificó favorablemente el proyecto de soterramiento del tramo entre la Estación Central de Santiago y la segunda estación del Tren Melipilla-Estación Central. Los andenes subterráneos estarán ubicados al sur del edificio principal de la Estación Central, detrás del futuro edificio corporativo de EFE en la calle Exposición.
Este tramo tunelado —incluyendo los andenes y accesos a pasajeros— fue licitado en octubre de 2024. Las obras tendrán un costo de $200 millones de dólares.
Con las obras y un nuevo flujo de pasajeros, Metro de Santiago ha licitado en julio de 2023 y agosto de 2024 estudios de ingeniería para la construcción de una nueva galería y mesanina de acceso a la estación de metro Estación Central al costado de calle Exposición.

## Servicios ferroviarios

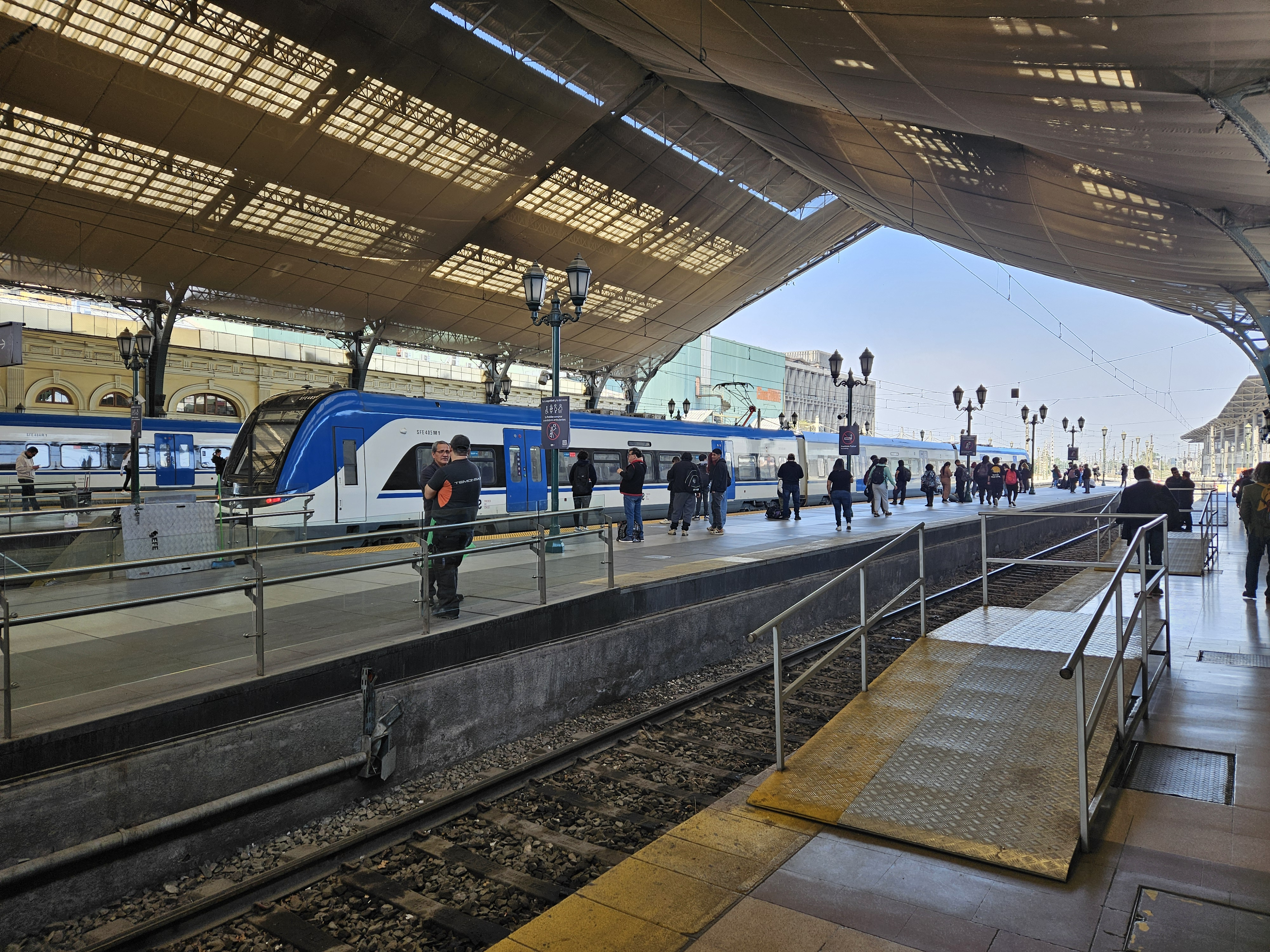
Automotor serie Serie SFE-400 que cubre el servicio Tren Rancagua-Estación Central.

### Pasajeros

#### Anteriores
| Origen   | Anterior | Servicio                      | Siguiente           | Destino      |
| -------- | -------- | ----------------------------- | ------------------- | ------------ |
| Terminal | Terminal | Santiago-Puerto Montt         | Rancagua            | Puerto Montt |
| Terminal | Terminal | Metrotren                     | Pedro Aguirre Cerda | San Fernando |
| Terminal | Terminal | Expreso Maule                 | Paine               | Linares      |
| Mapocho  | Yungay   | Ferrocarril de Circunvalación | Padura              | Providencia  |
| Terminal | Terminal | Alameda-Cartagena             | Maipú               | Cartagena    |

#### Actuales
La Estación Central de Santiago tiene tres servicios regulares de pasajeros que conectan las regiones de Santiago, O'Higgins, Maule, Ñuble, y en ocasiones, las regiones del Bíobío y la Araucanía, utilizando la Red Sur de ferrocarriles.

#### Futuro
Está en proceso de construcción el servicio de pasajeros Tren Melipilla-Estación Central, El tramo Lo errázuriz Talagante estará operativo en 2027, mientras que el tramo Talagante-Melipilla lo estará en 2029.

### Turísticos
- Tren del Recuerdo

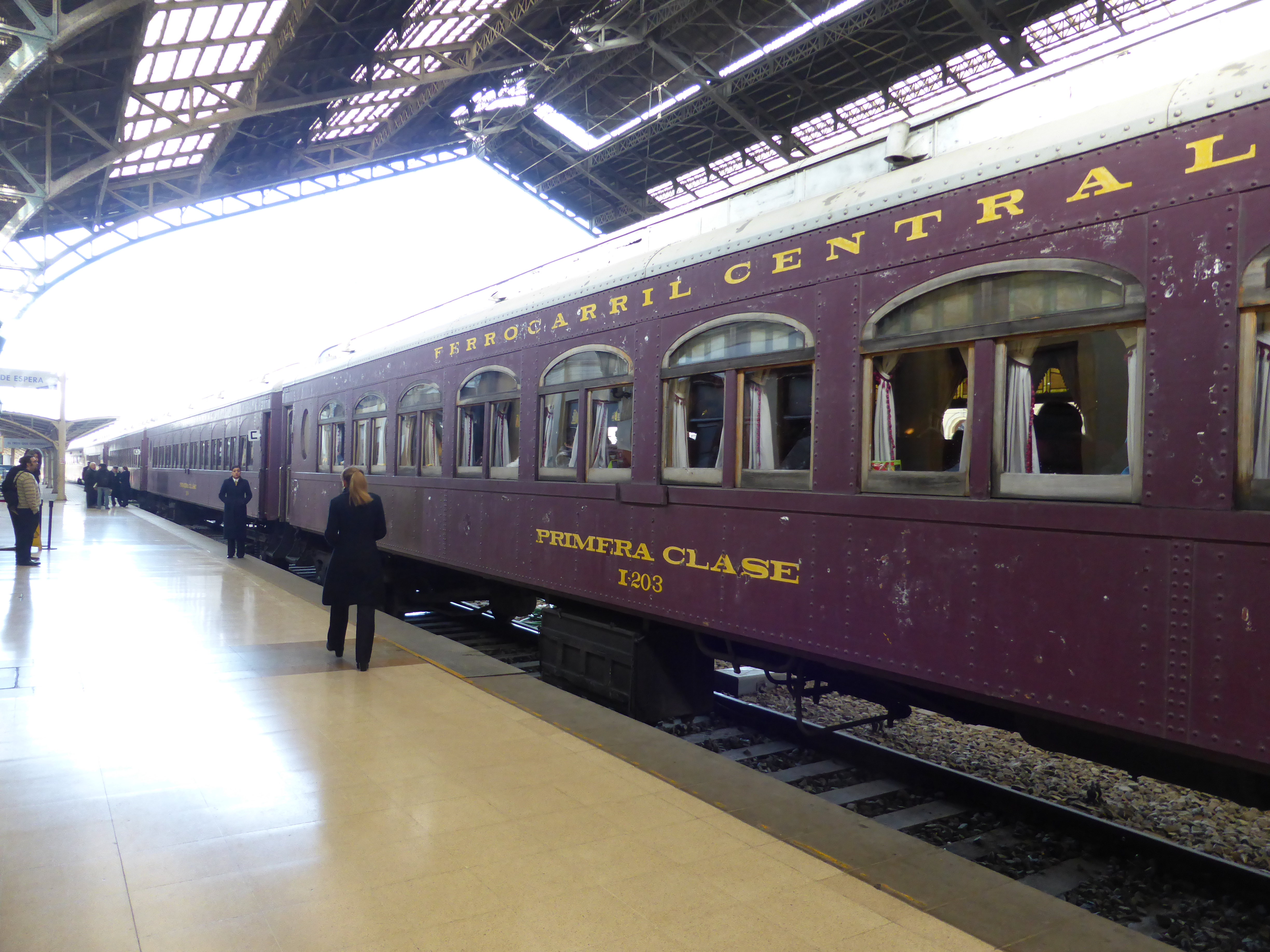
El Tren del Recuerdo. El coche metálico I-203 fue construido en el año 1923, por Linke Hofmann, en Alemania.

  - Servicio turístico entre la Estación Central de Santiago y la estación San Antonio, el cual rememora el servicio realizado entre estas ciudades a principios del siglo XX en el ramal Santiago-Cartagena.[57]
  - Servicio entre la Estación Central de Santiago y estación Limache. El servicio turístico transitó por una sección del ferrocarril de Valparaíso a Santiago; realizó dos servicios durante enero de 2020.[58] No ha existido ningún tipo de recorrido de transporte de pasajeros entre estas estaciones desde 1996.[59]
- Tren Sabores del Valle: es un tren turístico de la Ruta del Vino del Valle de Colchagua. El servicio llega a la estación San Fernando y tiene salidas mensuales.[60]
- Tren Sabores Vino & Espumante: es un tren turístico de la ruta del vino hacia la Viña Echeverría. El servicio llega a la estación Molina y tiene salidas mensuales.[61]
- Sabores del Maule

#### Carga
- Ferrocarril del Pacífico S.A..[nota 5]

## Transporte y comercio circundante
Desde el inicio de la construcción de la estación en la década de 1850, en aquel entonces en el extremo urbano poniente de la ciudad de Santiago, el aumento de comercio fue notorio debido al flujo de personas que provenían de regiones al norte y sur del país; esto conllevó al desarrollo de los carros de sangre que luego se transformaron en los tranvías de Santiago, transportando personas a todas partes de la ciudad.
Aumentando el flujo de pasajeros, además de la urbanización hacia la zona surponiente y norponiente de Santiago, la avenida Alameda se convirtió en eje principal, llevando a la construcción del túnel Matucana, ampliando la Alameda y construyendo vías férreas para los trolebuses, y posterior aparición de los buses a diésel.
La zona se convirtió en un barrio comercial, industrial y residencial, edificandose universidades, lugares de comercio como el Barrio Meiggs o el Mall Paseo Estación, operativo desde 1980 y de propiedad de Parque Arauco y EFE.
En septiembre de 1975 se inaugura la línea 1 del Metro de Santiago y con ella la estación de metro denominada Estación Central.

### Conexión con Red Metropolitana de Movilidad
La estación posee 11 paraderos de la Red Metropolitana de Movilidad en sus alrededores, los cuales corresponden a:
| Paradero/ Código                            | Recorridos |
| ------------------------------------------- | --- |
| Parada 1 / Metro Estación Central (PA378)   | 406 (Pudahuel) - 422 (Población Teniente Merino) - 426 (Pudahuel) |
| Parada 2 / Metro Estación Central (PA16)    | 109 (Renca) - 210 (Estación Central) - 210e (Estación Central) - 210v (Estación Central) - 385 (Villa Francia) - 407 (Enea) - 412 (Enea) - 418 (Enea) - 507 (Enea) - 511 (Cerro Navia) - 513 (El Montijo) - B28 (Huamachuco) - J16 (Cerro Navia)                                 |
| Parada 3 / Metro Estación Central (PA367)   | 404 (El Descanso) - 424 (Pudahuel Sur) - 510 (Pudahuel Sur) - 516 (Pudahuel Sur) - I09 (Rinconada) - I09e (Rinconada) - I10n (Villa Los Héroes) - I14 (Mall Plaza Oeste) - I14n (Mall Plaza Oeste) - J10 (San Daniel) - J13 (El Montijo)                                         |
| Parada 4 / Metro Estación Central (PA368)   | 406 (Cantagallo) - 422 (La Reina) - 426 (La Dehesa) - 507 (Av. Grecia) - 510 (Río Claro) - 513 (José Arrieta) - J13 (Fin del recorrido) |
| Parada 5 / Metro Estación Central (PI169)   | 109 (Maipú) - 109n (Maipú) - 345 (Lo Espejo) - B26 (Fin del recorrido) |
| Parada 6 / Metro Estación Central (PI1814)  | 210 (Puente Alto) - 210e (Puente Alto) - 210v (Av. México) - 385 (Mall Florida Center) - 404 (Mapocho) - 419 (Plaza Italia) - 423 (Plaza Italia) - 424 (Metro Universidad de Chile) - 481 (Plaza Italia) - 511 (Peñalolén) - 516 (Las Parcelas) - I10n (Alameda) - I14n (Centro) |
| Parada 7 / Metro Estación Central (PI1813)  | 106 (Peñalolén) - 401 (Las Condes) - 405 (Cantagallo) - 407 (Las Condes) - 412 (La Reina) - 418 (Av. Tobalaba) - 421 (San Carlos de Apoquindo) - 432n (La Reina) - 541n (Colón)                                                                                                  |
| Parada 8 / Metro Estación Central (PI403)   | 106 (Nueva San Martín) - 401 (Maipú) - 405 (Maipú) - 419 (Villa Los Héroes) - 421 (Maipú) - 423 (Nueva San Martín) - 432n (Maipú) - 481 (Av. Portales) - 541n (El Tranque) |
| Parada 9 / Metro Estación Central (PI1075)  | 313e (Fin del recorrido / Quilicura) - I10 (Villa Los Héroes) - I17 (Villa Francia) |
| Parada 10 / Metro Estación Central (PA3)    | 109 (Maipú) - 109n (Maipú) - 345 (Lo Espejo) - 406 (Cantagallo) - 422 (La Reina) - 426 (La Dehesa) - 507 (Av. Grecia) - 513 (José Arrieta) - B26 (Metro Estación Central) |
| Parada 11 / Metro Estación Central (PI1812) | I09 (Metro Universidad de Chile) - I09e (Metro Universidad de Chile) - I14 (Estación Central) - I17 (Hospital San Juan de Dios) - J10 (Parque de Los Reyes) |

## Impacto cultural
Desde su creación, la Estación Central ha sido un icono cultural para Santiago, debido a ser durante una gran periodo de tiempo el centro neurálgico del transporte de larga distancia entre la capital y el resto del país.
Violeta Parra escribe las décimas «Llega el tren a l’Alamea», Francisco Coloane escribe «La ciudad bajo los trenes», Nicanor Parra escribe en su poemario Hojas de Parra el poema «Estación Central» y «Proyecto de tren instantáneo (entre Santiago y Puerto Montt)».
En 1990 la banda de rock chileno Los Prisioneros lanza la canción «Tren al sur», que tiene en su videoclip escenas filmadas en la estación de ferrocarriles.